# Петровський Завод
Петровський Завод (рос. Петровский Завод) — станція Читинського регіону Забайкальської залізниці Росії, розташована на дільниці Заудинський — Каримська між станціями Кіжа (відстань — 20 км) і Баляга (20 км). Відстань до ст. Заудинський — 135 км, до ст. Каримська — 510 км.
Розташована в місті Петровську-Забайкальському.